# Parafia św. Mikołaja w Gorenicach
Parafia Świętego Mikołaja w Gorenicach – rzymskokatolicka parafia znajdująca się w archidiecezji krakowskiej, w dekanacie Krzeszowice, w Polsce.